# Мова На'ві
Мова На’ві (МФА: [ˈnaʔvi]) — вигадана мова народностей на’ві, гуманоїдних аборигенів супутника Пандора у фантастичному фільмі Аватар (2009). Вона була розроблена професійним лінгвістом Полом Фроммером, професором Університету Південної Каліфорнії, на замовлення James Cameron’s production, підрозділу кінокомпанії Lightstorm Entertainment. На’ві розроблялася відповідно до концепцій, згідно з якими вона повинна була звучати у фільмі, нею реально могли розмовляти вигадані гуманоїдні персонажі, бути вимовною для акторів і водночас не схожою на жодну з існуючих людських мов.
Мова почалася розроблятися П. Фроммером з 2005 року. Коли фільм був випущений в 2009 році, мова На'ві налічувала близько тисячі слів, але розуміння її граматики було обмежене творцем мови. Однак пізніше Фроммер розширив лексикон до більш ніж 1500 слів і опублікував граматику, таким чином, зробивши її відносно повною і придатною для вивчення. В квітні 2010 повідомлялося що команда лінгвістів-ентузіастів склала словник вигаданого народу на'ві до якого увійшло більше 2 000 лексичних одиниць (слів і похідних висловів) мови На'ві, включаючи розмовну й спеціалізовану лексику. Цей словник має намір ліцензувати компанія ABBYY.
Мова На'ві має ергативно-акузативну будову і належить до групи аглютинативних мов. За своєю структурою вона схожа на папуаські та австралійські мови.